# Оболоння (Новгород-Сіверський район)
Оболо́ння — село в Україні,у Коропській селищній громаді Новгород-Сіверського району  Чернігівської області. Населення становить 897 осіб. Від 2016 орган місцевого самоврядування — Коропська селищна рада.

## Адміністративні зміни
12 червня 2020 року, відповідно до розпорядження Кабінету Міністрів України № 730-р «Про визначення адміністративних центрів та затвердження територій територіальних громад Чернігівської області», увійшло до складу Коропської селищної громади.
17 липня 2020 року, в результаті адміністративно-територіальної реформи та ліквідації Коропського району, увійшло до складу Новгород-Сіверського району Чернігівської області.

## Назва
Назва села Оболоння походить від оболоні, так називали низинні заболоченні луки, що вкриті травою або річкову заплаву, вкриту очеретом. Місцина на якій було засновано Оболоння це й пояснює: низина, яка була заросла вільхою та вербами, оточеній болотами, та лісом з півночі.

## Символіка
На гербі на синій смужці зображениа змія, що симовлізує мальовничі вигини річки Десна біля села. Три золоті геральдичні лілії на зеленому тлі зображають оболонь (низинні заболоченні луки), що веде нас до назви села (герб є промовистим). Дві схрещенні булави на червоному тлі зображають часи Гетьманщини, коли селом володіли самі Гетьмани (Іван Самойлович та Іван Мазепа), основною колірною гамою символіки яких був червоний колір.

## Історія
Оболоння було засновано давно. Воно згадується вже як волосне, що коли в 1399 р. Вітовт був розбитий з своїм військом татарами на річці Ворсклі і заблудився в степу, то ватажки князя Івана Глинського вивели його до міста Хоробора (тепер Короп) і волостям Сохачі і Оболоння. Близько 1400 року Вітовт дарує Оболоння разом з деякими місцинами Сіверщини Михайлу Глинському.
У царській грамоті кінця XVII віку згадується, що з давніх часів с. Оболоння входило до володінь прототипа Ніжинського Семена Адамовича. Останнім з Адамовичів володів селом Семион Адамович, православний духівник, прославився як авантюрист, агент московського уряду в Україні. Вів свої інтриги, за що постійно був арештованим. Втирався в довіру, потім конфліктував з тими ж кого підтримував., як це сталося з Многогрішним. Агітував московський уряд збільшити в Україні московське військо. Семион Адамович намагався втертися у довіру до гетьмана Івана Самойловича, але У 1676 був заарештований, 1677 році гетьман Іван Самойлович, замінивши ув'язненому смертну кару, здав полковника Адамовича у заслання. Усі володіння Адамовича поселення його, зокрема й Оболоння, забрав собі. 
Потім Оболоння входило до володінь гетьмана Івана Мазепі. Після конфіскації усіх маєтностей Мазепи 1710 року, Оболоння перейшло полковнику Павлу Полуботку.  За даними Олександра Лазаревського в селі  було 200 селянських дворів, які сплачували поміщикові 126 карбованців 35 копійок на рік. 43 заможні двори додатково сплачували "осінщину"(податок, який селяни сплачували восени поміщикові, церкві тощо) житом і вівсом, а також постачали панові по півгуся на рік. Крім того, кожне селянське господарство постачало по курці.  
Після Полуботка, селом володіли Забіли. З ХІХ століття і до 1917 року Оболоння було волосним селом Кролевецького повіту Чернігівської губернії. 
У 1866 році в селі — 210 дворів, 1175 жителів, у 1897 — 326 дворів, 1466 жителів, земська школа.
Потім село недовго було у руках поміщиці Юркевич, яка через борги його продала князю Долгорукому.
12 червня 2020 року, відповідно до розпорядження Кабінету Міністрів України № 730-р «Про визначення адміністративних центрів та затвердження територій територіальних громад Чернігівської області», увійшло до складу Коропської селищної громади.
17 липня 2020 року, в результаті адміністративно-територіальної реформи та ліквідації Коропського району, увійшло до складу Новгород-Сіверського району Чернігівської області.

## Пам'ятки

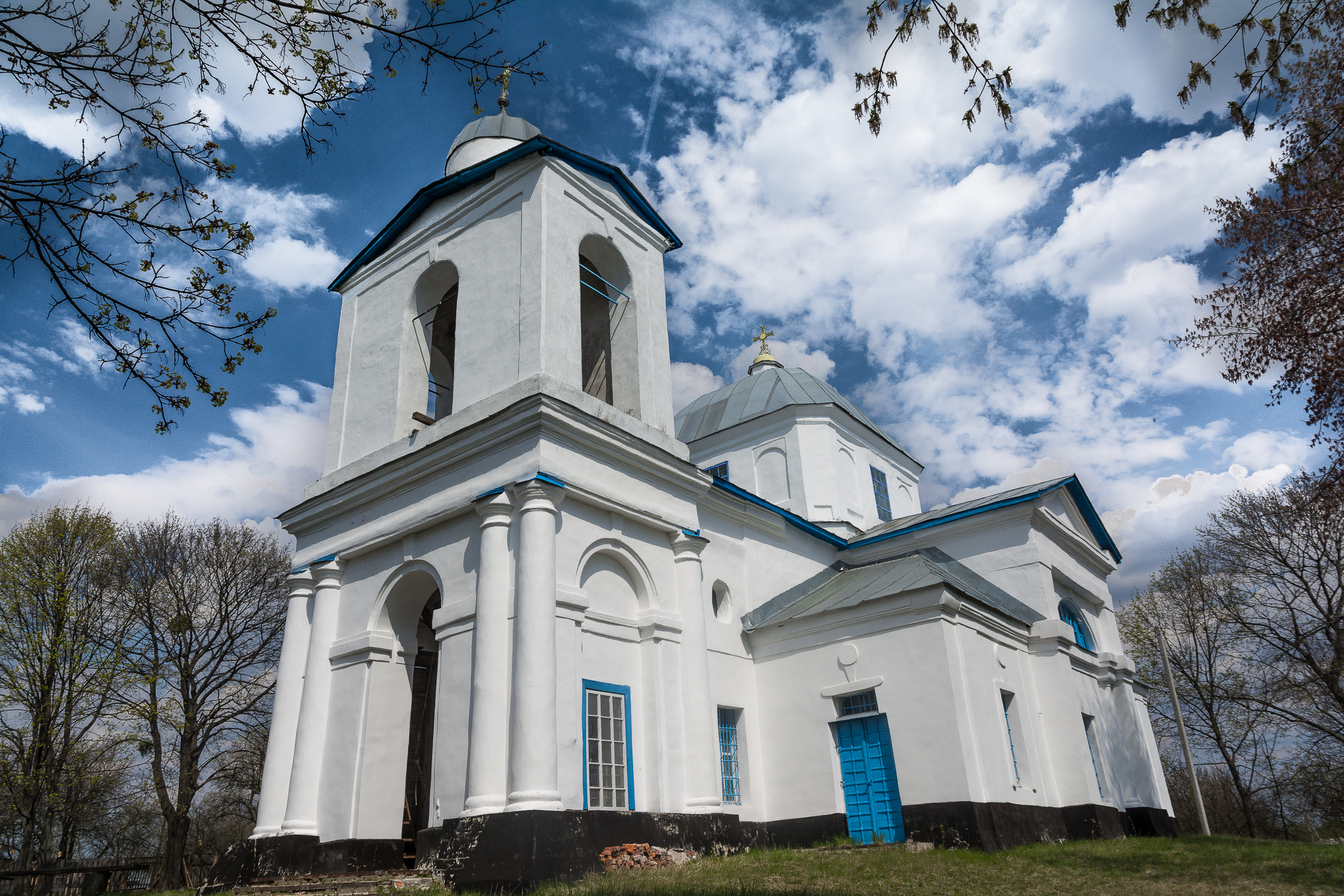
Церква Різдва Богородиці

У селі знаходиться церква Різдва Богородиці, побудована в 1800—1801 роках за кошти власника села Прохора Івановича Забіли. Побудована у стилі класицизму. Будівля храму чотиристовпна, хрестоподібна в плані з чотирма зниженими приміщеннями у внутрішніх кутах основних обсягів, з напівкруглою апсидою і дзвіницею, що примикає до притвору. Фасади церкви декоровані лаконічно: прямокутні віконні отвори з плоскими наличниками та замковими каменями, увінчаними дисками лопатки та колони. Торці північної та південної гілок завершені трикутними фронтонами. Восьмерик барабана, північна та південна гілка та кутові камери перекриті зімкнутими склепіннями, західна та східна — напівциркульними. В інтер'єрі церкви центральний простір визначається чотирма масивними пілонами ускладненої хрестової форми та підпружними арками, що несуть перекриття на восьмигранному барабані. Кутові приміщення з'єднані з центральним нефом низькими арочними отворами. До церкви примикає двоярусна дзвіниця, витягнута по поперечній осі, невелика за розмірами, з наскрізними арочними отворами.
У 2010 році в селі виявили стоянку часів палеоліту.

## Населення

### Мова
Розподіл населення за рідною мовою за даними перепису 2001 року:
| Мова       | Кількість | Відсоток |
| ---------- | --------- | -------- |
| українська | 874       | 97.44%   |
| російська  | 20        | 2.23%    |
| білоруська | 3         | 0.33%    |
| Усього     | 897       | 100%     |